# Паллена (супутник)
Паллена (лат. Pallene, грец. Παλλήνη) — тринадцятий за віддаленістю від планети природний супутник Сатурна. Його орбіта знаходиться між орбітами Мімаса і Енцелада.
Паллена була відкрита групою астрономів на чолі з Кароліною Порко (Cassini Imaging Team) 1 червня 2004 року, і отримала позначення S/2004 S 2.
Уперше Паллена була сфотографована «Вояджером-2» 23 вересня 1981 року, супутник дістав позначення S/1981 S 14. Після цього її не бачили на жодних зображеннях. У 2005 році було доведено, що S/1981 S 14 і S/2004 S 2 — це один і той самий супутник.
Супутник отримав свою назву 21 січня 2005 року на честь алкіоніди Паллени, однієї із семи доньок Алкіонея (грецька міфологія).